# Berthelinia pseudochloris
Berthelinia pseudochloris is een slakkensoort uit de familie van de Juliidae. De wetenschappelijke naam van de soort is voor het eerst geldig gepubliceerd in 1964 door Kay.